# Скопление Феникса
Скопление Феникса является скоплением галактик, расположенным в направлении созвездия Феникса. Размеры данного образования составляют около 7,3 млн световых лет, что делает его самым массивным из наблюдаемых скоплений.
Предполагается, что ранее указанный объект миллиарды лет находился «в спячке», однако в последнее время в нём началось активное звездообразование. Скорость появления новых звёзд является самой высокой из когда-либо зарегистрированных в центральной части скоплений галактик. По наблюдениям космического телескопа «Чандра» за год в Фениксе образуется 740 новых звезд различных масс. Это значительно выше, чем в скоплении галактик Персея, где звёзды образуются примерно в 20 раз медленнее.
Также скопление Феникса излучает больше рентгеновского излучения, чем любое другое известное массивное скопление галактик. Данные наблюдений показывают, что в центральном регионе охлаждается самое большое когда-либо зарегистрированное количество горячего газа. Центральная галактика скопления содержит просто огромные объёмы раскалённого газа. Там же присутствует и самое большое во всём скоплении количество нормальной материи.
Скопление Феникса было обнаружено Южным полярным телескопом с помощью эффекта Сюняева-Зельдовича.

## Сверхмассивная чёрная дыра
В центре системы находится очень быстрорастущая сверхмассивная чёрная дыра. Она набирает массу со скоростью примерно 60 масс Солнца в год. В настоящее время её масса составляет от 20 до 100 миллиардов масс Солнца.
С чёрной дырой связан сверхъяркий квазар, получивший название Феникс А* (англ. Phoenix A*). Масса данного квазара ещё точно не определена.

### Классификация

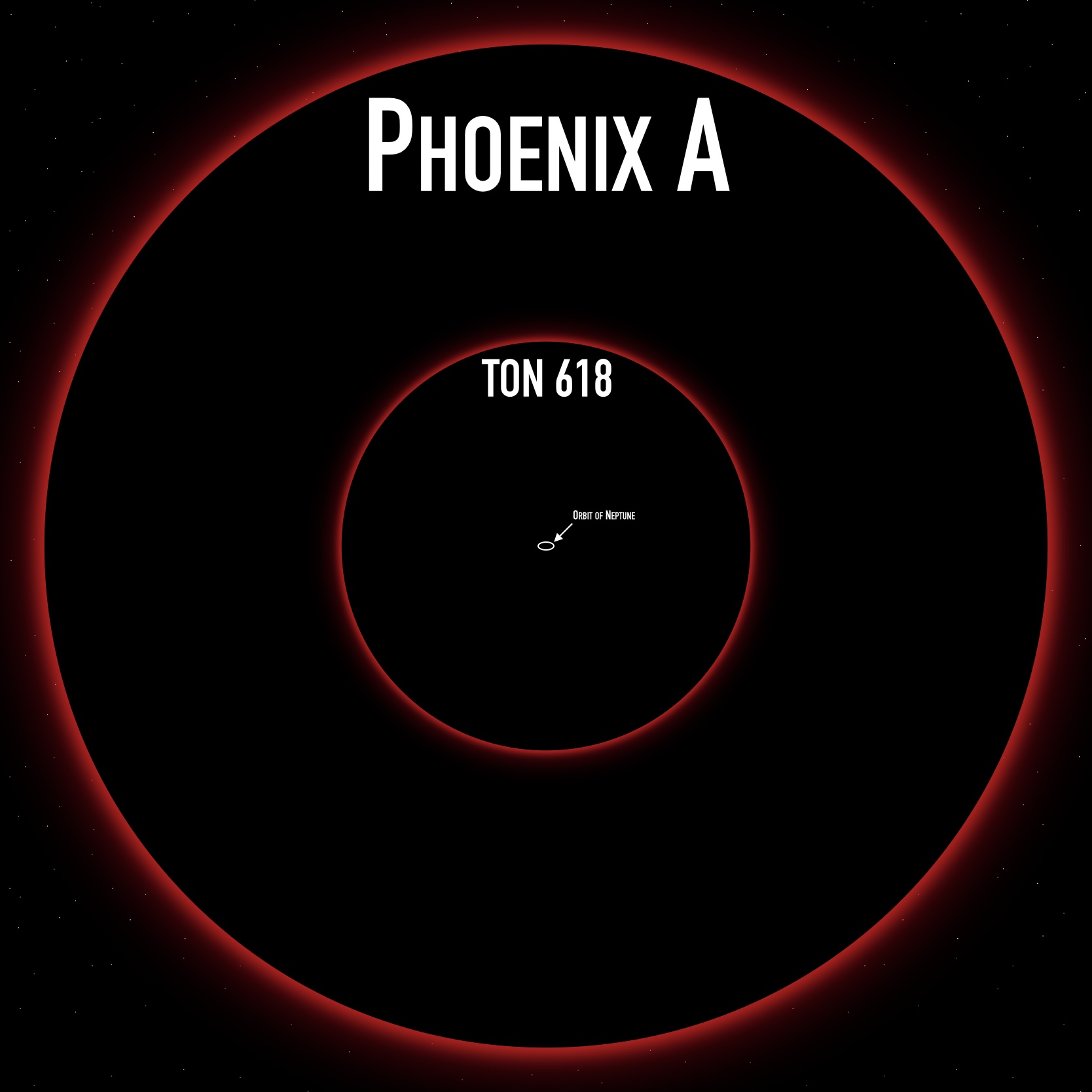
Сравнение горизонта событий TON-618 и Phoenix A*. Орбита Нептуна для примера (белый овал).

Объект классифицируется как ультрамассивная чёрная дыра. Расстояние от Земли до объекта равно 8,5 миллиардов световых лет (около 2,6 гигапарсек), диаметр Шварцшильда составляет 590.5 миллиардов километров. Масса объекта оценивается в 1×1011 M⊙. Расчёты были проведены М. Брокампом и его коллегами при использовании калориметрической модели адиабатического поведения отрастания ядра и предполагаемой модели ядра-Серса, равной n=4. Это согласуется с эволюционным моделированием аккреции газа и профилями динамики и плотности галактики. Рост чёрной дыры продолжается.
- в 25 100 раз больше массы чёрной дыры в центре Млечного Пути (Стрелец А*)
- в четыре раза больше массы галактики Треугольника, включая её ореол из темной материи.
- Если предположить, что это невращающаяся чёрная дыра, то огромный горизонт событий имеет шварцшильдовский диаметр 590,5 миллиарда километров (3900 астрономических единиц; 0,062 световых года), что в 100 раз больше расстояния от Солнца до Плутона.

### Развитие чёрной дыры
Развитию чёрной дыры способствуют несколько факторов: её скопление находится в состоянии активного звездообразования, испускаемые чёрной дырой релятивистские струи помогают в образовании звёзд поблизости.

### Возраст чёрной дыры
На этот вопрос нет однозначного ответа, вероятно, она образовалась примерно через 10—100 миллионов лет после Большого взрыва.